# Le Pays de Cocagne
Le Pays de Cocagne est un tableau peint par Pieter Brueghel l'Ancien en 1567. Il est conservé à la Alte Pinakothek à Munich.

## Description
Le pays de Cocagne et ses habitants constituaient un thème fort prisé au début de la Renaissance. Le tableau combine vision utopique et critique de l'oisiveté et de la prodigalité. Autour de l'arbre, ceint d'une table, un paysan, un soldat et un érudit sont allongés comme les rayons d'une roue. Leur présence simultanée prouve que les hommes de toutes conditions succombent aux délices du pays de Cocagne.
On retrouve l'évocation de proverbes flamands déjà présents dans le tableau Les Proverbes flamands daté de 1559 comme, à gauche du motif central, on voit que « les galettes poussent sur le toit » (vivre dans l'abondance) ou « Le cochon est saigné par la panse » (1: Par une puissante action, le terrain a été dégagé. 2: Tout est préparé, la partie est engagée, le cas est prévu.)[pas clair].